# Jacek Małachowski
Jacek Małachowski, född 25 augusti 1737 i Końskie, död 27 mars 1821 i Bodzechów, var en polsk politiker. Han var bror till Stanisław Małachowski.
Małachowski var kronkansler, senare justitieminister, och broderns politiske motståndare. Han drog sig 1792, vid krigets utbrott, tillbaka till privatlivet.